# HMS Wachtmeister (1681)
«Вахмейстер» или «Вахтмейстер» (швед. HMS Wachtmeister) — парусный линейный корабль шведского флота, а затем фрегат Балтийского флота Российской империи, участник Северной войны.

## Описание судна
Длина линейного корабля составляла 36,6 метра, ширина — 11 метров, а осадка 3,7 метра. Вооружение судна в разное время составляли от 52 до 56 орудий, включавшие восемнадцати-, двенадцати-, шести- и трёхфунтовые пушки, а экипаж состоял из 271 человека. Также на корабле могло находится до 40 сорока солдат морской пехоты.

## История службы

### В составе шведского флота
Линейный корабль HMS Wachtmeister был заложен на стапеле Рижской верфи и после спуска на воду 1681 году вошёл в состав военно-морского флота Швеции. Строительство корабля вёл кораблестроитель Фрэнсис Шелдон.
В составе шведского флота принимал участие в Северной войне. В 1700 году участвовал в экспедициях флота в Данию и Ливонию. В кампанию 1704 года был флагманским кораблём флота во время плаваний в Финском заливе.
В 1710 году участвовал в  сражении датским флотом у бухты Кёге.

### Эзельский бой

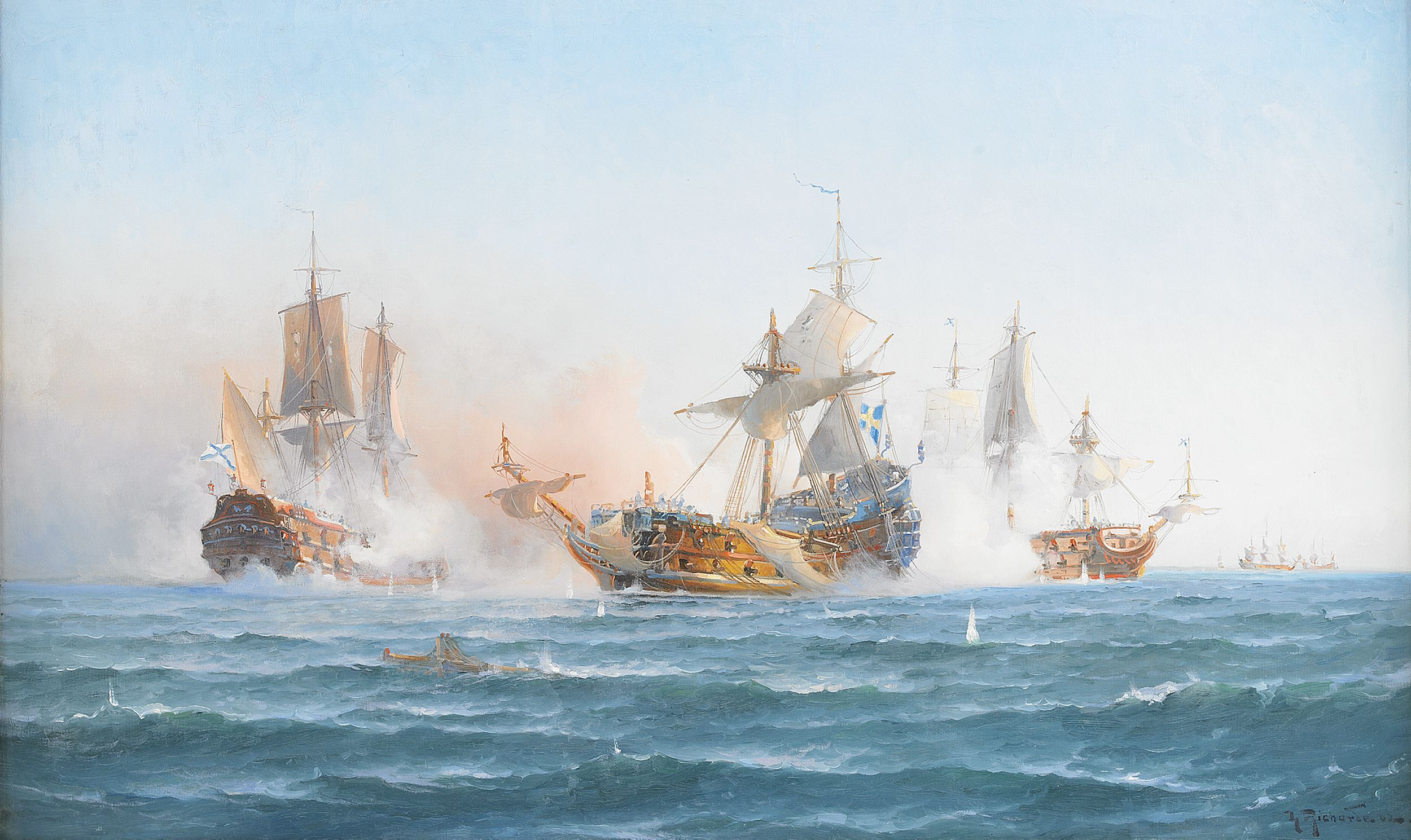
Людвиг Рихард, «Корабль „Вахмейстер“ сражается против русской эскадры в 1719 году» (Skeppet Wachtmeisters strid mot en rysk eskader 1719)

### В составе русского флота
После захвата в Эзельском бою отрядом кораблей под командованием капитана 2-го ранга Н. А. Сенявина 24 мая (4 июня) 1719 года шведского корабля HMS Wachtmeister, последний был доставлен в Ревель и вошёл в состав Балтийского флота России в качестве фрегата под именем «Вахмейстер».
В сентябре 1719 года фрегат совершил переход из Ревеля в Кронштадт. C 1721 год 1727 год нёс брандвахтенную службу на Кронштадтском рейде.
По окончании службы в составе российского флота после 1728 года фрегат «Вахмейстер» был разобран.

## Командиры фрегата
Командирами корабля HMS Wachtmeister в составе шведского флота в разное время служили:
- Коммодор Врангель (до 24 мая (4 июня) 1719 года)[6].

Командирами фрегата «Вахмейстер» в составе Российского императорского флота в разное время служили:
- лейтенант Р. Нанинг (1721—1723 годы)[7];
- капитан-лейтенант Никлас Штром (1724—1727 годы)[8].

### Комментарии
1. ↑  120 футов.
2. ↑  36 футов 2 дюйма.
3. ↑  12 футов 2 дюйма.